# MyPaint
MyPaint és un programari lliure de mapa de bits pensat per a il·lustrar i dibuixar amb tauleta gràfica. Posseeix una interfície senzilla, on gairebé totes les funcions de dibuix bàsic tenen assignada una drecera del teclat. La seva prioritat és el dibuix més que la postproducció, podent amagar tota la interfície gràfica. Està escrit en C, C++ i Python sota llicència GPL v2.

## Característiques
Entre les característiques d'aquesta aplicació destaquen les següents: 
- És multiplataforma. Funciona en Linux, Windows i MacOS.
- Suporta tauletes gràfiques sensibles a la pressió.
- Multitud d'opcions de creació i configuració del pinzell.
- Llenç il·limitat.
- Suport de capes base.

## Història
Gna! va allotjar versions de MyPaint fins a la 1.00 i el seguiment d'errors i problemes.
MyPaint utilitza ginys de GTK i, des de l'1.0.0, utilitza GTK 3.
El 2020, la versió MyPaint 2.0.0 succeeix MyPaint 1.2, publicada el 2017 i aporta una pila de noves funcions i eines millorades.

## Formats d'arxiu
El 2006, el format PSD d'Adobe (format propietari d'emmagatzematge de gràfics) va canviar la seva llicència, i només es permet el desenvolupament del format per a interactuar amb programari d'Adobe. Des d'aleshores no es pot implementar en aplicacions que no siguin de l'empresa.
A causa d'això, es va fer necessari desenvolupar un format que cobrís les necessitats dels programes de disseny gràfic. Això va ser proposat a la "Libre graphics meeting" de l'estiu del 2006, a Lió, França, com a resultat es va crear el format OpenRaster (ORA), que està basat en el format OpenDocument. Mypaint usa aquest format per defecte per a guardar els treballs, encara que també poden gravar-se com a imatge PNG o JPG.
Si s'instal·la el paquet librsvg pot obrir formats SVG encara que no els pot editar. Alguns efectes de filtre no son renderitzats per MyPaint.

## Libmypaint
MyPaint disposa d'un motor de procediment personalitzat optimitzat per utilitzar-lo amb tauletes gràfiques sensibles a la pressió. En versions posteriors de MyPaint, el motor es va independitzar a la biblioteca libmypaint que es manté per separat per facilitar la integració a altres aplicacions.
La biblioteca de pinzells de MyPaint està disponible com a complement Krita, i GIMP també admet els pinzells MyPaint per defecte.